# 오현초등학교
오현초등학교는 대한민국 경기도 수원시 권선구에 있는 공립 초등학교이다.

## 연혁
- 2005. 12. 26 오현초등학교 설립인가
- 2006. 09. 01 오현초등학교 개교
- 2006. 09. 01 초등학교 9학급 편성
- 2006. 09. 01 제1대 조대현 교장 부임
- 2007. 02. 15 제1회 졸업식(졸업생 24명, 연인원 24명)
- 2007. 11. 31 경기도교육청 명품인증제 획득(오현오품제)
- 2008. 03. 01 초등 21학급, 유치원 1학급 편성
- 2008. 06. 25 경기도지정 체육과 자율장학중심학교 공개보고
- 2008. 11. 02 경기도교육청 명품인증제 획득(U-건강꾸러기 프로그램)
- 2009. 02. 19 제3회 졸업식(졸업생 72명, 연인원 163명)
- 2009. 03. 01 초등 23학급, 유치원 1학급 편성
- 2009. 03. 01 제2대 한기수 교장 부임
- 2009. 10. 10 새천년 건강체조대회 교육장 표창
- 2009. 12. 01 저탄소 녹색 성장교육 우수교 교육장 표창
- 2009. 12. 31 친환경 녹색학교 조성 운영 우수교 교육장 표창
- 2010. 02. 12 제4회 졸업식
- 2010. 03. 01 초등 24학급, 병설유치원 1학급 편성
- 2011 .02. 16 제5회 졸업식
- 2011. 03. 01 초등 24학급, 병설유치원 1학급 편성
- 2012. 02. 15 제6회 졸업식
- 2012. 03. 01 초등 24학급, 병설유치원 1학급 편성
- 2012. 08. 29 다목적 체육관 오현 어울터 개관
- 2012. 09. 01 제3대 김진용 교장 부임
- 2013. 02. 15 제7회 졸업식
- 2013. 03. 01 초등 24학급, 병설유치원 1학급 편성
- 2014. 02. 18 제8회 졸업식
- 2014. 03. 01 초등 24학급, 병설유치원 1학급 편성
- 2015. 02. 13 제9회 졸업식
- 2015. 03. 01 초등 24학급, 병설유치원 1학급 편성
- 2015. 09. 01 제4대 김성신 교장 취임